# تشارلز هاريسون براون
تشارلز هاريسون براون (بالإنجليزية: Charles Harrison Brown)‏ هو سياسي أمريكي، ولد في 22 أكتوبر 1920 في الولايات المتحدة، وتوفي بنفس المكان في 10 يونيو 2003. حزبياً، نشط في الحزب الديمقراطي. انتخب عضو مجلس النواب الأمريكي.